# Synagoga v Úsobí
Bývalá synagoga v Úsobí, č.p. 79, stojí jižně od obecního úřadu městysu Úsobí v krátké uličce odbočující na jihozápad mezi rybníky Dolní Sklárna a Panský.
Byla přestavěna na obytný dům.